# Xã Malta, Quận DeKalb, Illinois
Xã Malta (tiếng Anh: Malta Township) là một xã thuộc quận DeKalb, tiểu bang Illinois, Hoa Kỳ. Năm 2010, dân số của xã này là 1.608 người.